# República Romana
|  | Per a altres significats, vegeu «República Romana (1798-1799)». |

|  | Per a altres significats, vegeu «República romana (segle XIX)». |

La República de Roma o República Romana fou el període de la civilització romana en què la forma de govern era la república. Aquest període va començar amb l'expulsió de l'últim monarca el 510 aC, Tarquini el Superb, i va acabar amb la subversió, per mitjà de guerres civils, i la instauració de l'Imperi Romà. La data precisa de la fi de la República és subjecta a interpretació; algunes propostes són la designació de Juli Cèsar com a dictador vitalici (44 aC), la batalla d'Àccium (2 de setembre de 31 aC) o la data en què el Senat Romà va atorgar a Octavi el títol d'August (16 de gener de 27 aC).
Una característica del canvi va ser que l'administració de la ciutat, i els seus districtes rurals, va quedar regulada en el dret d'apel·lar al poble (ius provocationis) contra qualsevol decisió d'un magistrat concernent a la vida o a l'estatut jurídic (asput). L'administració executiva va quedar dotada d'Imperium o poder omnímode el qual tenia un origen religiós que arrencava del mateix déu Júpiter.
La República romana va ser un període de la història de Roma caracteritzat pel règim republicà com a forma de govern, que s'estén des del 509 aC, quan es va posar fi a la monarquia amb l'expulsió de l'últim rei, Luci Tarquini «el Superb», fins al 27 aC, data en què va tenir el seu inici l'imperi. La República Romana va consolidar el seu poder en el centre de la península Itàlica durant el segle v aC i en els segles iv i iii aC es va imposar com a potència dominant de la península Itàlica sotmetent els altres pobles de la regió i enfrontant-se a les polis gregues del sud. A la segona meitat del segle iii aC va projectar el seu poder fora d'Itàlia, el que la va portar a una sèrie d'enfrontaments amb les altres grans potències de la Mediterrània, en què va derrotar Cartago i Macedònia, annexionant els seus territoris.
En els anys següents, sent ja la major potència de la Mediterrània, va expandir el seu poder sobre les polis gregues, el regne de Pèrgam va ser incorporat a la República i al segle i aC va conquerir les costes del Pròxim Orient, llavors en poder de l'Imperi Selèucida i de pirates. Durant el període que abasta el final del segle ii aC i el segle i aC, Roma va experimentar grans canvis polítics, provocats per una crisi conseqüència d'un sistema acostumat a dirigir només als romans i no adequat per a controlar un gran imperi. En aquest temps es va intensificar la competència per les magistratures entre l'aristocràcia romana, creant irreconciliables fractures polítiques que sacsejarien a la República amb tres grans guerres civils; aquestes guerres acabarien destruint la República, i desembocant en una nova etapa de la història de Roma: l'Imperi Romà.

## República romana primerenca (510-275 aC)

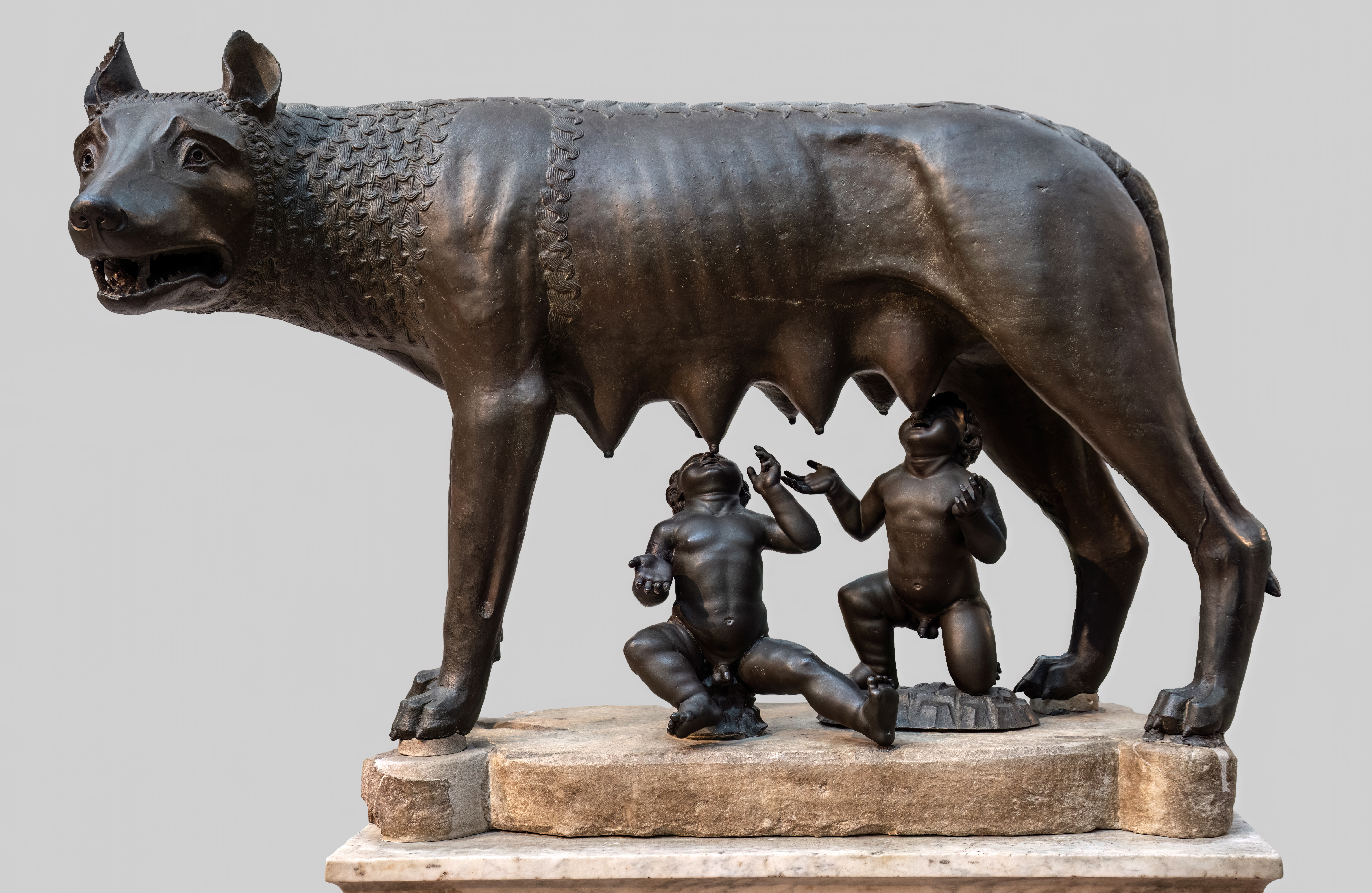
La Lloba capitolina alletant Ròmul i Rem.

Abans de l'arribada de la República, Roma era una monarquia de caràcter electiu. El setè i últim rei de Roma, Tarquini el Superb, va utilitzar la violència, l'assassinat i el terror per mantenir el control sobre Roma com cap rei anterior els havia utilitzat, derogant fins i tot moltes reformes constitucionals que havien establert els seus predecessors.
Tarquini va abolir i va destruir tots els santuaris i altars sabins de la Roca Tarpeia, enfurint d'aquesta manera al poble romà. El punt crucial del seu tirànic regnat va succeir quan va permetre que el seu fill, Sisè, violés a Lucrècia, una patrícia romana. Un parent de Lucrècia, Luci Juni Brut, va convocar al Senat, que va decidir l'expulsió de Tarquini l'any 510 aC. Immediatament després de l'expulsió del monarca, que fou derrotat en la batalla d'Arsia Silva, es va crear el Senat permanent que va decidir abolir la monarquia convertint a Roma en una república. L'any 509 aC Roma es va dotar amb un nou sistema de govern designat per substituir el lideratge dels reis i es va crear el nou càrrec de Cònsol, assignat expressament a dos senadors. Inicialment, els cònsols posseïen tots els poders que abans tenia el rei, però compartits amb un altre col·lega consular. Els seus mandats eren anuals, i cada cònsol podia vetar les actuacions o decisions del seu col·lega.
Posteriorment els poders dels cònsols van ser dividits, afegint noves magistratures que van acaparar diferents poders, menors als que originalment posseïa el monarca. Les primeres d'aquestes noves magistratures van ser les de pretor, que reunia les potestats judicials dels cònsols, i la de censor, que posseïa el poder de controlar el cens. Luci Juni Brut i Lluci Tarquini Colatí, nebot de Tarquini i vidu de Lucrècia, es van convertir en els primers cònsols del nou govern de Roma.
El primer acte de Brut com a cònsol va ser obligar a Colatí a renunciar sota el pretext que era un Tarquini i que Roma no seria lliure fins que tots els membres d'aquesta família deixessin la ciutat. Colatí es va veure pressionat i es va mudar al poble llatí de Lanuvium. Posteriorment, el Senat va decretar que tots els Tarquinis havien de ser exiliats i el poble va triar com a nou cònsol a Publi Valeri, amic de Brut. Aparentment, ningú va prendre mesures contra Brut tot i que aquest era parent més proper a Tarquini que l'exiliat Colatí, encara que no portava el nom Tarquini.
La data tradicional del naixement de la República es produeix durant l'any 509 aC, després d'enderrocar i expulsar el monarca de Roma i any de consagració del temple de la Tríada Capitolina. Després que el poder dels etruscs s'afeblís, els primers segles de la República van veure la progressiva conquesta de la Itàlia peninsular per part de Roma. L'instrument de la conquesta, la legió, estava composta per ciutadans, reclutats en temps de guerra. A mesura que va avançar en la seva conquesta, Roma va utilitzar els contingents de les ciutats dominades i aliades com a tropes auxiliars. Després de les Guerres Llatines, que van atorgar a la República de Roma el control de tot el territori del Laci, els samnites es van oposar al creixent poder de Roma i es van enfrontar a ella en tres conflictes coneguts com les Guerres Samnites, documentades per Titó Livi.
Roma va vèncer successivament els pobles del Laci, els etruscs, els gals, que s'havien instal·lat a la plana del Po, els samnites i les ciutats gregues del sud d'Itàlia, que malgrat la intervenció del rei de l'Epir, Pirros, van ser conquerides per Roma entre els anys 280 i 275 aC.

## República romana mitjana
A partir de mitjans del segle iii aC, Roma, que ja dominava tota la península d'Itàlia, va iniciar sèrie de guerres que la van portar a dominar el món mediterrani. Les guerres púniques van marcar la primera etapa d'aquesta expansió. La ciutat de Cartago, situada a la costa nord-africana, havia creat un imperi marítim que dominava tot el Mediterrani occidental, amb colònies a Hispània, Balears i Sicília, d'on va arribar a expulsar els grecs.
El 264 aC, Roma va decidir ocupar les colònies cartagineses a Sicília. Per això va construir una flota de guerra i després d'anys de batalles de diferent signe, el 241 aC Cartago va haver de capitular. Roma, després d'apoderar-se de Sicília, va aprofitar el debilitament del seu enemic per ocupar Còrsega i Sardenya, i per penetrar a la Gàl·lia Cisalpina. La Segona Guerra Púnica (218-201 aC) es va desenvolupar en Hispània, Itàlia, i finalment a l'Àfrica. La difícil victòria final de Roma va suposar l'ocupació d'Hispània, amb els seus rics jaciments argentífers. Finalment, Cartago va ser derrotada totalment, primer política (201 aC) i més tard materialment (146 aC). La seva població va ser exterminada o esclavitzada i el seu territori va passar a convertir-se en la província romana d'Àfrica.
A la Mediterrània oriental, Roma es va enfrontar successivament als monarques dels estats hel·lens sorgits de l'imperi d'Alexandre el Gran: als reis macedonis Filip V l'any 197 aC i Perseu en el 168 aC en les Guerres Macedòniques, ja Antíoc III de Síria l'any 189 aC en la Guerra Romano-Síria. Macedònia, Acaia i Epir es van convertir en províncies romanes l'any 146 aC. El rei de Pèrgam va llegar el seu regne a Roma l'any 133 aC, una part del qual va esdevenir la província romana d'Àsia.
Roma va consolidar el seu domini de la conca occidental de la Mediterrània amb l'establiment de nombroses colònies a la Gàl·lia Cisalpina, la definitiva conquesta d'Hispània — Setge de Numància (134 aC) — i l'ocupació de la Gàl·lia del sud, que, convertida en la província Narbonense, va permetre la unió terrestre d'Hispània amb Roma per la via Domícia.
Aquestes conquestes van comportar una veritable revolució econòmica. El botí, les indemnitzacions de guerra i els tributs pagats per les províncies, van enriquir l'estat i als particulars. Els membres de la classe senatorial van acaparar les terres que l'estat s'havia reservat a les conquestes, l'ager publicus, i els cavallers van administrar l'explotació dels béns públics, per això el seu nom de publicans, en la qual es van lliurar a l'especulació.
Però les conquestes van trastocar també el fràgil equilibri social de la República: els esclaus, cada vegada més nombrosos, es van revoltar en la Tercera Guerra Servil encapçalats per Espàrtac (73-74 aC), molts petits pagesos italians, arruïnats, van augmentar la plebs urbana de Roma, cada vegada més susceptible de manipulació demagògica, els habitants dels territoris ocupats estaven descontents per l'explotació a la qual estaven sotmesos pels seus governants i els italians desitjaven la igualtat amb els romans.
Les institucions creades per a administrar una ciutat no servien per al nou gran imperi. Al mateix temps, el gust pel luxe es va introduir en els costums malgrat les lleis sumptuàries i l'art i la literatura es van transformar influenciats per l'art oriental, sobretot per l'art hel·lenístic.

## República romana tardana (147-27 aC)

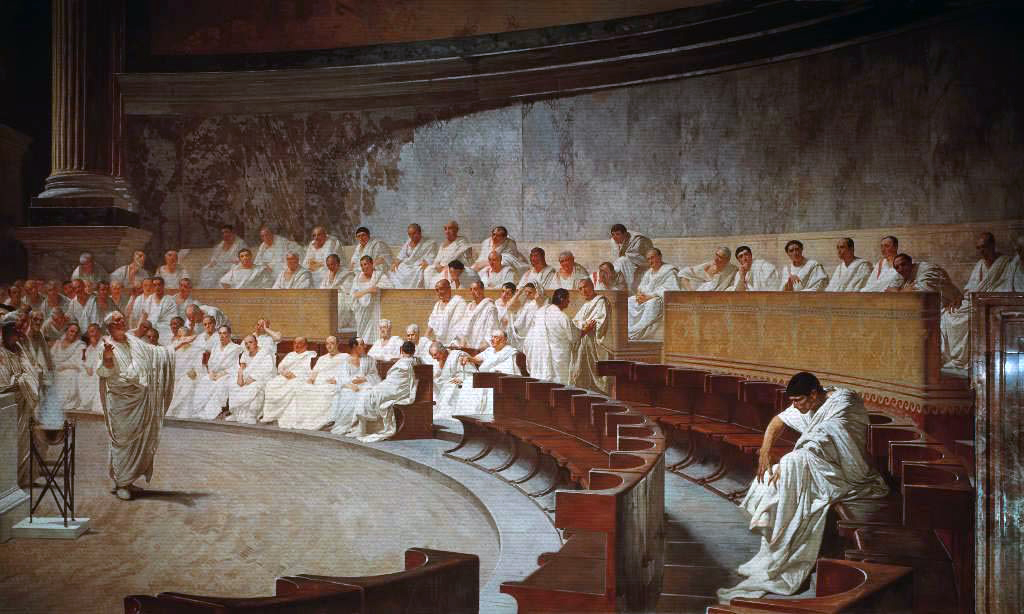
Representació d'una reunió del Senat romà en la qual Ciceró ataca a Catilina (fresc del).

La inestabilitat social deguda als canvis en l'estructura social de la República es va traduir en una època de guerres civils que van desembocar en la fi del mateix sistema polític i al Principat. Tant Tiberi com Gai Semproni Grac van intentar reconstruir en va una classe mitjana de camperols. La plebs de Roma va donar suport a diversos personatges que van obtenir una posició privilegiada per la força, com Gai Mari, que va reformar l'exèrcit, o Luci Corneli Sul·la que, després de la guerra contra els aliats italians que s'havien rebel·lat, va atorgar a tots els italians la ciutadania romana i va restaurar durant un temps l'autoritat del Senat romà.

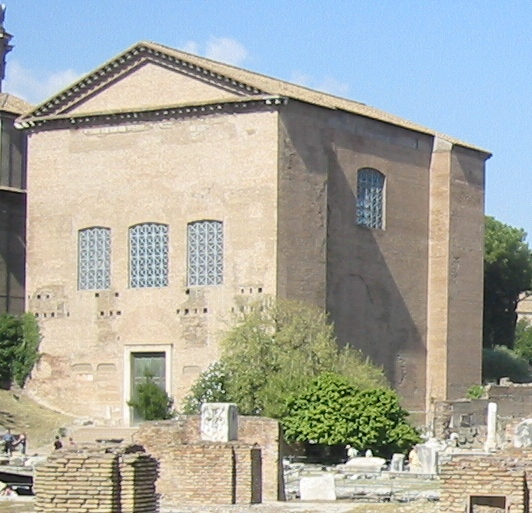
La Cúria Júlia, lloc de reunió del Senat romà, manada edificar per Juli Cèsar durant la seva dictadura, després de la destrucció de la Cúria Hostília pels seguidors de Clodi.

La Cúria Júlia, lloc de reunió del Senat romà, manada edificar per Juli Cèsar durant la seva dictadura, després de la destrucció de la Cúria Hostília pels seguidors de Clodi. Després de la revolta de Sertori a Hispània i els intents de conjura de Catilina, cosa que va suposar el principi de la fi de la República va ser no obstant això el Primer Triumvirat, format l'any 60 aC i renovat en el 55 aC per Juli Cèsar, Gneu Pompeu Magne i Cras. Pel que fa a la història militar i a les conquestes, durant el segle i aC Roma va emprendre noves conquestes a través d'una sèrie de generals ambiciosos: Gai Mari va vèncer en la Guerra de Jugurta (105 aC) i va rebutjar als teutons prop d'Ais de Provença i als cimbres a Vercelli (101 aC); Luci Corneli Sul·la va vèncer a Mitridates, rei del Pont, i va reconquerir Grècia i Àsia (188-185 aC); Gneu Pompeu Magne va conquerir Síria (64 aC) i Judea (63 aC), i Cèsar va conquerir la Gàl·lia (58-51 aC).
Després de l'assassinat de Juli Cèsar, Brut va passar a la Gàl·lia Cisalpina, província que fou obtinguda per Marc Antoni per decisió del senat romà, i que Brut va refusar lliurar. Quan Marc Antoni va travessar el Rubicó a finals d'any, Brut no li va fer front i es va tancar a Mutina, que fou assetjada per Antoni. A l'abril del 43 aC encara resistia a Mutina quan el setge fou aixecat pels cònsols Aule Hirti i Gai Vibi Pansa als que acompanyava Octavi (August); Marc Antoni fou derrotat i va fugir creuant els Alps i com que els dos cònsols van morir en combat, el govern va tornar a Brut, ja que el senat no volia donar a Octavi cap més poder.
Els hereus polítics de Cèsar, Marc Antoni i Octavià, perseguiren els complotats en el seu assassinat i els derrotaren a Macedònia en la batalla de Filipos.
Després de la victòria d'Octavi sobre Marc Antoni i el regne hel·lenístic d'Egipte, la República es va annexionar de facto les riques terres d'Egipte. No obstant això, la nova possessió no va ser inclosa dins el sistema regular de govern de les províncies, ja que va ser convertida en una propietat personal de l'emperador, i com a tal, llegable als seus successors.
L'any 27 aC es va establir una ficció de normalitat política a Roma i el Senat li va atorgar a Octavi el títol d'Imperator Caesar Augustus. Octavi va assegurar el seu poder mantenint un fràgil equilibri entre l'aparença republicana i la realitat d'una monarquia dinàstica amb aspecte constitucional, el que és conegut com el Principat, en tant que compartia les seves funcions amb el Senat romà, però de fet el poder del princeps era complet. Formalment mai no va acceptar el poder absolut encara que de fet el va exercir, assegurant el seu poder amb diversos llocs importants de la República i mantenint el comandament sobre diverses legions. Octavi va fundar així l'Imperi Romà i va iniciar la primera dinastia imperial.

## Guerres púniques
Les Guerres Púniques són les tres guerres que van fer els romans amb els cartaginesos (o púnics). La política expansiva dels cartaginesos cap a l'Occident fou dirigida per la família dels bàrquides: Amílcar Barca, Asdrúbal i, sobretot, Hanníbal. Però aleshores, la nova potència que s'havia creat a l'Occident, Roma, els barrà el pas.

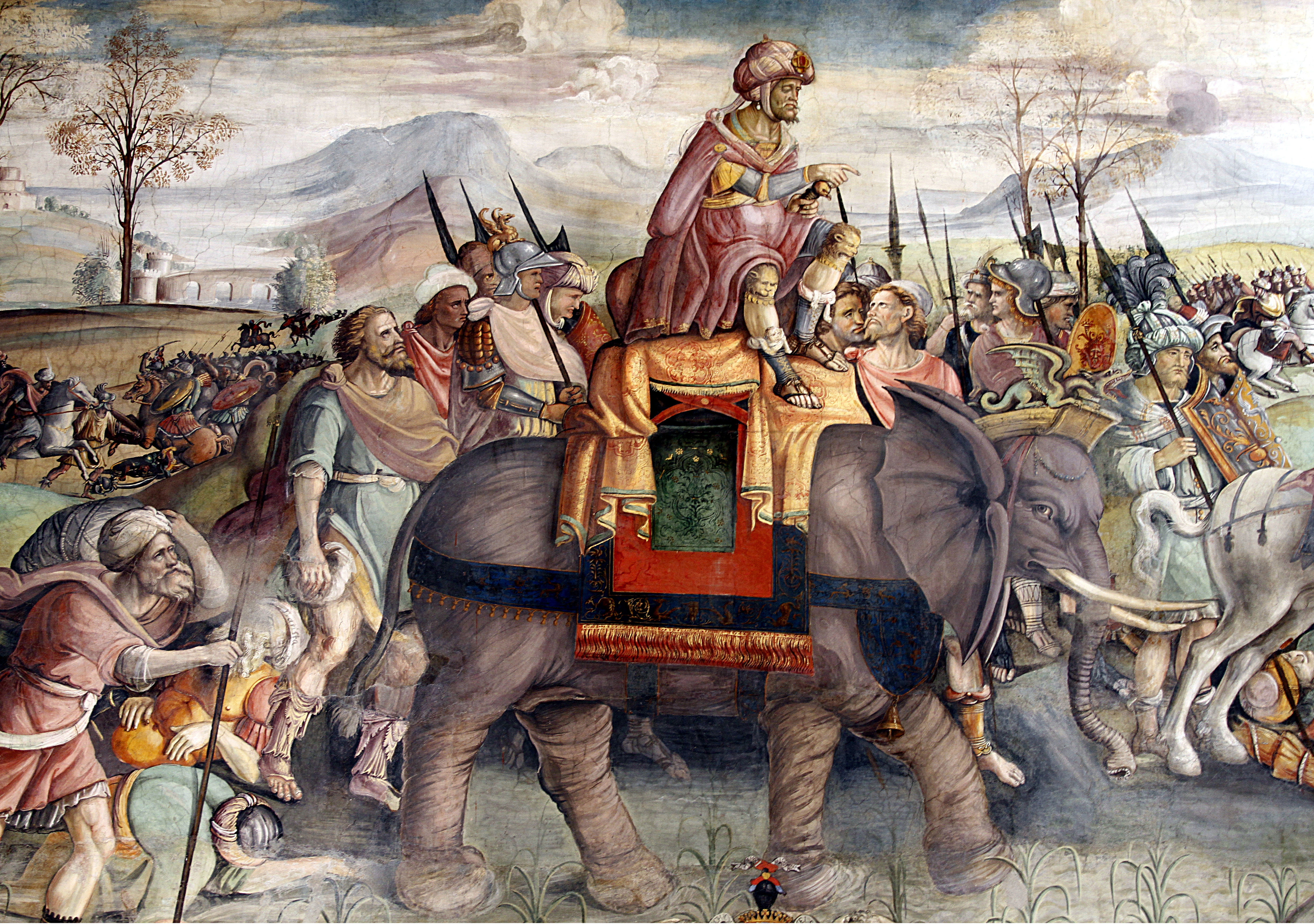
Fresc de 1510, Hanníbal creuant els Alps amb cavalls i elefants es mostra com un dels més grans estrategs.

### La Primera Guerra Púnica (262-241 aC)
Començà amb la intervenció de Roma a Sicília, quan s'alià amb els mamertins, que lluitaven contra els cartaginesos a Messina.
La guerra passà al mar, originàriament dominat pels romans, fins que l'èxit de la flota nova comandada pel cònsol Duïli àdhuc permeté una expedició sobre la costa cartaginesa a Tunis (256 aC).
Fracassat aquest assaig, la guerra se centrà novament a Sicília, on els romans es consolidaren. La pau (241 aC) posà fi als dominis púnics sicilians, i l'illa esdevingué la primera província romana. Poc després (238 aC), Roma aprofità la revolta dels mercenaris a Cartago per tal de dominar també Sardenya i Còrsega.

### La Segona Guerra Púnica (218-202 aC)

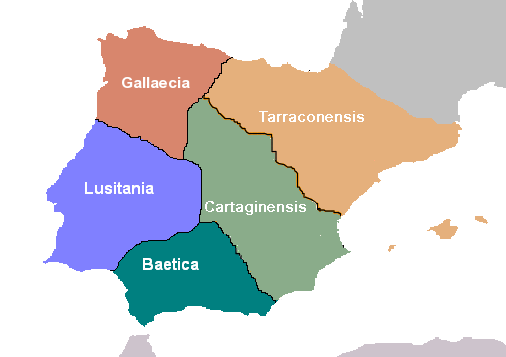
Cartaginensis

Partí de les bases que els cartaginesos havien establert al Sud de la península Ibèrica, especialment Cartago Nova (Cartagena), per compensar les pèrdues a Sicília.
Hanníbal projectà l'atac directe a Roma, en una expedició per terra. El primer episodi fou la presa de Sagunt, aliada dels romans, que es defensà aferrissadament. Un cop dominada, Hanníbal, amb un gran exèrcit, travessà els Pirineus i els Alps seguint una ruta molt discutida en els detalls. De fet, els romans l'esperaven a Arle. Penetrà a Itàlia, on aconseguí grans victòries (batalles de Trèbia i Trasimè), però no s'atreví a assetjar Roma i no se li uniren els pobles itàlics dominats pels romans. Es dirigí cap al Sud de la península, on tingué una altra gran victòria (Cannas), i s'establí a Càpua. Mentrestant, els romans contraatacaren desembarcant a Empúries (218 aC), des d'on dominaren la costa catalana i després la del Sud de l'Ebre fins a Andalusia, i així tallaren el camí de terra entre Cartago i Hanníbal. Liquidat el domini cartaginès a Hispània (206 aC), Publi Corneli Escipió Africà dirigí la guerra al territori de Cartago (204 aC), que Hanníbal va anar a defensar, però fou vençut (batalla de Zama, 202 aC). Roma dominava la Mediterrània occidental i Cartago ja no fou més una potència militar.

### Tercera guerra púnica (149-146 aC)
Fou empresa pels romans, que temien una resurrecció del poder de Cartago. Aprofitant la malvolença del rei númida Masinissa I contra els cartaginesos, Roma inicià una guerra d'extermini, que acabà amb la presa de Cartago, després d'una resistència desesperada de l'exèrcit que comandava Escipió Emilià. La ciutat fou arrasada i no ressorgí fins un segle i mig després, ja com a ciutat romana, en temps de Juli Cèsar.

## Govern republicà

### Els cònsols i els dictadors
Els cònsols en nombre de dos van assumir les funcions de l'antic rei, és a dir, de cap executiu. Les seves funcions podien ser exercides per un magistrat únic anomenat "dictador" (en el sentit originari de la paraula llatina dictator, aquell que dirigeix).
Per a més informació sobre les funcions administratives de la República Romana vegeu els següents articles:
- Cònsol romà
- Dictador romà
- Delegació de funcions:
  - Llegat romà
  - Qüestor
  - Procònsol
  - Pretor
  - Propretor
- Publicani

### Possessió de la terra
L'ús de les terres públiques, sobretot de les pastures comunals, pertanyia exclusivament als patricis. Amb la República, l'exclusió dels plebeus es va mantenir. Els patricis que usaven aquests terrenys de pastures comunals havien de pagar una petita suma (scriptura), percepció que va caure en desús quan el control de les arques públiques va passar als Qüestors (que eren patricis). Les noves conquestes de territoris van seguir aportant noves terres (ager publicus) amb les quals es van seguir fent repartiments entre els ciutadans pobres i els plebeus, si bé la major part continu en mans de l'Estat (d'aquestes terres públiques arrabassades a les ciutats sotmeses, una part eren terres de cultiu destinades al repartiment, i una altra part es dedicaven a pastures comunals).
Dels terrenys subjectes a repartiment, l'Estat efectuava una parcel·lació i procedia al seu lliurament a plebeus i ciutadans pobres. A poc a poc els repartiments van ser menys nombrosos, i de parcel·les més petites. Amb el temps el repartiment de les terres ja no es va fer mitjançant parcel·les en propietat, sinó mitjançant el sistema de l'ocupació, que permetia a l'ocupant al qual s'entregava, i als seus hereus, gaudi de la terra, però mantenia el dret de l'Estat al retracte sense que calgues justificació, i obligava al posseïdor al pagament d'un delme de les collites o del cinquè de l'oli i vi, convertint el domini públic, de fet, en un sistema de possessió en precari (precarium).
L'ocupació de les millors i més grans finques va recaure en els privilegiats o rics, i aviat van deixar de pagar amb exactitud i regularitat el delme o el cinquè degut i en canvi van accedir a les pastures comunals mitjançant concessions individuals que si bé no van ser molt freqüents, van acabar per afectar tots els grans terratinents plebeus. El pagament dels impostos es va recarregar sobre les ocupacions mitjanes o petites, sobre les quals també va recaure l'import que l'Estat deixava d'ingressar per la falta de percepció de la scriptura, mentre que aquestes ocupacions no gaudien del dret a les pastures comunals. La disminució i gairebé desaparició d'entregues de noves terres als "pobres", va provocar que les terres ocupades haguessin de servir a una família cada vegada més extensa (en el supòsit normal que no es dividissin en casos d'herències). Els grans propietaris van iniciar el procés d'explotació mitjançant l'ús exclusiu d'esclaus, prescindint de jornalers assalariats, colons i precaris, i els llaços de clientela entre el gran propietari i els petits pagesos van desaparèixer.
Algunes guerres i els serveis i impostos que van resultar d'aquestes, van arruïnar als posseïdors de predis mitjans i petits, i als mitjans i petits propietaris, que es van veure llançats de les seves terres i possessions, o convertits en assalariats o esclaus d'un nou propietari o ocupant, que generalment era l'antic creditor del propietari o del posseïdor morós. Sovint els petits propietaris o posseïdors, aclaparats pels deutes, es van veure obligats a pagar un arrendament per un termini determinat als seus creditors. Els capitalistes van aprofitar la situació de penúria de la classe posseïdora precarista i dels petits propietaris, i molts d'aquells van adquirir grans propietats (que a vegades van reunir amb les que ja posseïen). Però la majoria dels capitalistes es van convertir en creditors dels petits propietaris o posseïdors, als quals deixaven la possessió de la terra, però tenia a les seves mans la seva persona i els seus béns, ja que no podia pagar el deute, i havia de servir al creditor, qui, en cas contrari, s'hagués possessionat de la terra (la Llei Romana havia estat pensada per evitar l'acumulació de deutes i fer que pesessin les càrregues sobre el posseïdor real de la terra, per la qual cosa s'havia rebutjat el sistema d'hipoteca i en cas d'impagament d'un deute la propietat havia de passar immediatament a mans del creditor).

### Tribuns de la plebs
Cap al 500 aC una rebel·lió militar va amenaçar de fundar una nova ciutat plebea a Crustumerium. Per evitar-ho es van dictar mesures sobre la perduda de la propietat o la possessió a causa de deutes, es van crear colònies i es van entregar terres. També es va establir el Tribunat amb dos tribuns del poble al capdavant.

### Nova divisió per tribus: els districtes
Les quatre primeres tribus o districtes representaven a les antigues circumscripcions de la ciutat i voltants des del temps del Regne de Roma. Altres setze comprenien els camps o pagaments (pagi) ocupats des de feia temps per famílies romanes. L'últim corresponia al districte de Crustumerium, lloc elegit pels plebeus per fundar una nova ciutat. Els votants en les Assemblees de Tribu i els de les Assemblees per Centúries eren bàsicament els mateixos: tots els domiciliats en cada tribu, patricis o plebeus, votaven per tribus, i d'ells els aptes per al servei militar en les centúries. Però en les votacions per tribus desapareixia la distinció entre grans i petits propietaris, i els rics no votaven els primers. A més els tribuns dirigien l'Assemblea i les votacions.
Aquestes assemblees per tribus van ser reconegudes formalment com valides per la Llei Icilia (492 aC, o any 262 de Roma) encara que les seves votacions, els plebiscits romans (del llatí: plebi scita, "el que agrada al poble") no van tenir força de llei. Amb el temps, no obstant això, les votacions tribunícies van acabar adquirint rang de llei.
El 486 aC (268 de Roma) el cònsol patrici Spurius Cassius Vecellinus va intentar un repartiment de terres, posar fi al sistema d'ocupacions, i retenir una part de les terres amb un cens a favor del Tresor. Però la noblesa patrícia s'hi va oposar tenaçment i executà el cònsol, abandonant-se la llei, però fent créixer l'oposició dels plebeus que des d'aleshores van aprofitar qualsevol ocasió per incrementar el poder dels tribuns, mentre la noblesa intentava destruir la institució.
Cap al 481 aC (273 de Roma) es va privar a un dels cònsols (almenys) del dret de designar successor perquè el poble ho elegís en la Comitia Centuriata. El mateix any un tribú, Gneu Genuci, fou assassinat el mateix dia que anava a llançar l'acusació contra els dos cònsols. Cap al 471 aC (283 de Roma) a tot tardar, el nombre de tribuns va passar de dos a cinc, potser en ocasió de l'aprovació de la Llei Publilia que va concedir l'elecció dels tribuns al Comitia Tributa presentant-la als Comicis Curials. El 457 aC (297 de Roma) el nombre de tribuns va passar de cinc a deu.

### Llei de Repetundis i altres lleis
L'administració deficient de les províncies va portar a la promulgació de la Llei de Pecuniis Repetundis que preveia el judici dels magistrats (governadors provincials és a dir procònsols) acusats d'administració dolenta i d'enriquiment. Des del 149 aC, a proposta del Tribú popular Lluci Calpurni Pisó Frugi (del qual el fill Calpurni Pisó va ser més tard procònsol a Hispània, on va morir), es va establir que el judici, en cas de portar-se a terme, no ho seria davant les Assemblees, sinó davant una Quaestio perpetua o Comissió permanent, formada per Senadors (els governadors provincials eren també Senadors).
El 139 aC es va establir el vot secret en les Assemblees (Llei Gabinia) per a l'elecció de magistratures. El 137 aC es va establir el vot secret per a l'elecció dels Tribunals Populars. El 130 aC es va establir el vot secret per a les iniciatives legislatives. Gairebé simultàniament, el 129 aC, es va obligar els senadors a renunciar a l'Equites en ser admesos a les cúries, amb la qual cosa van ser eliminats del Comicis centuriats on figuraven com cavallers (Llei Tabellaria, Lleis de Gabí, de Casi Longí i de Papiri Carbo).
Les votacions, tot i la introducció del vot secret, foren sempre entre candidats d'idees similars. Tots els joves de la noblesa es llançaren a la carrera pública (cursus honorum). Les magistratures menors eren abundants, però com les altes magistratures eren limitades, per aconseguir-les es precisava desenvolupar el "clientelisme" i la compra de vots. Es va promulgar també una llei de reclutament, però com era impopular va ser suprimida.

## Administració romana amb la república
L'administració romana els segles iii i II aC té les següents característiques:
Amb la igualtat de tots els ciutadans, plebeus i patricis, es va iniciar una època caracteritzada per la distinció entre aristocràcia (la majoria dels antics patricis i els plebeus rics) i el poble (bàsicament els plebeus de mitjana o petita fortuna, o pobres). Els plebeus tenien accés a totes les magistratures i en tot cas les diferències de classe passaren a ser de caràcter econòmic amb algunes excepcions sobre càrrecs religiosos. Els plebeus que accedien a les magistratures tendien a assimilar-se als patricis i gens plebees apareixien associades a gens patrícies antigues. Els plebeus provincials, més tard, també col·laboraren amb el patriciat romà. Però la majoria de la plebs va quedar al marge del poder polític.
La nova noblesa romana entronca així amb l'antic patriciat. Els patricis van conservar un únic privilegi: el subministrar alguns càrrecs sacerdotals. No obstant això es conserva certa diferència econòmica: els patricis sobretot de l'orde senatorial tenien béns arrels i no podien dedicar-se al comerç.
La nova noblesa es distingeix també per aspectes externs característics, com insígnies (abans reservades a les grans famílies patrícies que exercien magistratures, que ara poden ostentar famílies d'origen plebeu).
La regla va determinar que les altes magistratures havien de tenir honors hereditaris (van quedar excloses les magistratures menors, el proconsulat, la qüestura, la proqüestura i el tribunat popular, les magistratures extraordinàries i les magistratures de la plebs). Aquests honors es limitaven en els plebeus al consolat, la pretura i l'edilitat curul, probablement ostentats per plebeus senatorials.
Les famílies plebees ennoblides per l'ostentació de càrrecs curuls, van formar una casta amb la noblesa patrícia. Així aquesta noblesa hereditària i l'aristocràcia ostentava el poder davant del poble.

## Els cavallers o orde eqüestre
El nom de cavallers s'havia donat al principi a aquells que pel seu cens podien formar part de la cavalleria en l'exèrcit. Després es va estendre als quals posseint una fortuna d'almenys quatre-cents mil sestercis havien de servir a cavall. En ser incompatible el rang senatorial amb el servei en la cavalleria des del 129 aC, els cavallers (Equo Publico) van quedar formant part d'un cos aristocràtic diferent al de l'orde senatorial (encara que els curials no senadors i els fills de les grans famílies senatorials van continuar inscrits com cavallers en el comicis centuriats). Es tractava bàsicament d'una potent classe mitjana, sense accés a moltes magistratures, molts membres de la qual tenien una fortuna igual o superior a la d'alguns senadors.

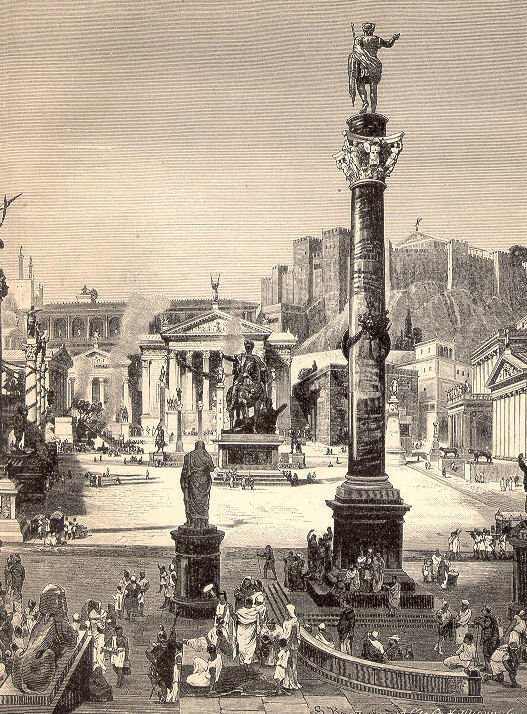
El Fòrum Romà

Lògicament, van accedir a aquesta classe els comerciants rics i intermediaris (Publicani). Gai Semproni Grac va concedir algunes distincions a aquesta classe, distincions honorífiques, però que tenien la seva importància a la societat romana, i també altres concessions més reals (com les rendes d'Agafava, cobrades per agents intermediaris, que per llei serien obligatòriament de la capital, en perjudici dels intermediaris locals; i el que les llistes anuals dels jurats o comissions permanents o extraordinàries, que sortien de l'orde senatorial, serien concedides als cavallers, excloent-se no solament als senadors, sinó als quals formaven part de les famílies senatorials). La reacció senatorial va establir algunes lleis: que es creessin colònies a Itàlia en lloc de les províncies; com no havia terrenys aquests serien lliurats a costa dels terrenys comunals en possessió dels llatins, que a canvi rebien algunes concessions menors (per exemple els soldats llatins no podien ser apallissats per un oficial romà, sinó només per un llatí). Aquest va ser l'inici de la contrarevolució, i Gai Grac va morir poc després en les lluites del carrer entre partidaris del senat (que havien aconseguit l'aliança tàcita dels cavallers) i els seguidors del partit popular.
Després d'això el poder va tornar a l'aristocràcia senatorial, mancats els populars d'un líder. Però els cavallers van aconseguir conservar els privilegis adquirits. La fundació de colònies a províncies es va detenir encara que es va permetre la fundació de la colònia de Narvo Martius (l'actual Narbona), més enllà dels Alps (118 aC) com a única excepció.
S'havia abolit l'import dels arrendaments a l'Estat de les parcel·les i es va permetre la seva transmissió ínter vius. Es va establir que els ocupants llatins i italians podrien conservar les terres de l'Estat cedides en règim d'ocupació, perdent-se la facultat estatal de ser essencialment revocables. Els triumvirs van ser suprimits el 119 aC i els ocupants gravats amb una quota destinada a satisfer l'Annona o distribució de blat entre el poble humil romà a un preu molt baix. Uns anys després l'Estat va reconèixer el títol d'ocupació convertint les possessions sota aquest títol en propietats privades sense càrregues, prohibint-se per al futur el règim d'ocupatio, el qual o bé s'havia de distribuir en lots o bé convertir-se en pastures comunals per a ramaders d'entre deu i cinquanta caps (per impedir la seva absorció pels grans propietaris ramaders). Aquestes mesures dictades sota el poder de l'aristocràcia estaven viciades encara que semblaven populars, car de fet tot l'Ager publicus d'Itàlia que podia ser repartit ja ho havia estat, i en canvi assegurava als antics ocupants que ara disposaven de les terres (aristòcrates gairebé tots entre els romans, així com entre els aliats llatins e itàlics als quals s'acontentava) la plena propietat.
Aviat l'aristocràcia senatorial i els cavallers (en total unes dues mil famílies) es van fer una altra vegada amb les petites propietats camperoles, mitjançant compres legals o forçades. Les rebel·lions d'esclaus es van fer més freqüents. La pirateria es va desenvolupar a les províncies orientals.